# Quintiliani (métro de Rome)
Quintiliani est une station de la ligne B du métro de Rome. Elle tient son nom de sa proximité avec l'antique château des Quintiliani.

## Situation sur le réseau
Établie en souterrain, la station Quintiliani est située sur la ligne B du métro de Rome, entre les stations de Monti Tiburtini, en direction de Rebibbia, et Tiburtina, en direction de Laurentina.

## Histoire
La station de métro a été inaugurée en 23 juin 2003. Elle devait au départ s'appeler Pietralata, mais finalement ce nom fut donné à une autre station de la ligne, Pietralata, qui elle devait initialement prendre le nom de Feronia, en raison de confusions géographico-toponymiques possibles pour les voyageurs.
La station Quintiliani se situe dans une zone peu fréquentée, mais qui devait à l'origine accueillir le Sistema Direzionale Orientale (SDO), ainsi que la ligne D du métro romain (en projet), qui n'ont jamais été construits. Cela explique son inauguration tardive : de 1990 à 2003, le métro passait devant la station Quintiliani sans s'y arrêter.

## À proximité
La station permet d'atteindre le quartier Monte Sacro. Elle donne directement accès à l'église Santissimo Redentore a Val Melaina.